# Medici-atlas

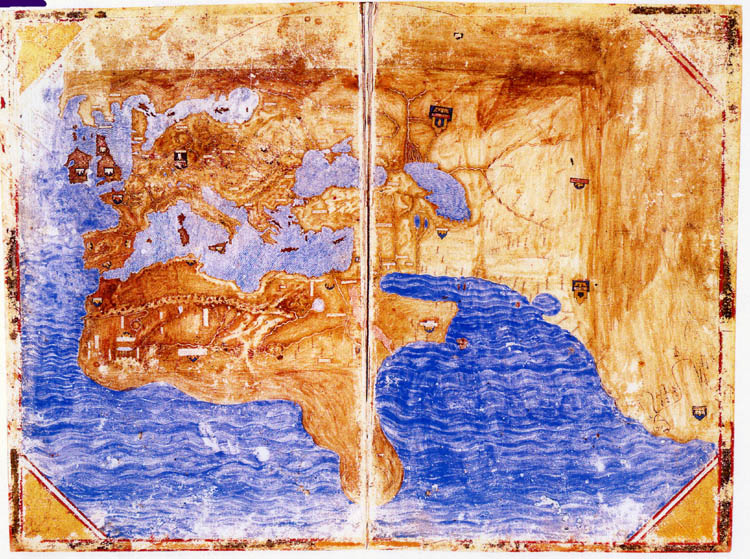
wereldkaart uit de Medici-atlas

De Medici-atlas, ook bekend als de Medici-Laurenziana-atlas (en andere varianten, bijv. "Laurenziano Gaddiano", "Laurentian Portolano", "Atlante Mediceo" of "Laurentian Atlas"), is een anonieme 14e-eeuwse set kaarten, waarschijnlijk gemaakt door een Genovese cartograaf. De atlas is expliciet gedateerd in 1351, maar de meeste historici denken dat hij later is gemaakt, of in ieder geval geretoucheerd. De atlas wordt momenteel beheerd door de Biblioteca Medicea Laurenziana in Firenze, Italië.

## Achtergrond en beschrijving
De maker van de Medici-atlas is onbekend; hij kwam uit de Italiaanse regio Ligurië en was waarschijnlijk Genuees. Mogelijk heeft de cartograaf de atlas samengesteld voor een Florentijnse opdrachtgever. De atlas is expliciet gedateerd op 1351 (volgens de astronomische kalender), maar deskundigen menen dat hij waarschijnlijker rond 1370 is samengesteld, mogelijk op basis van eerder materiaal, en waarschijnlijk later nog verder is gewijzigd, met emendaties tot 1425-1450.
De atlas bestaat uit acht bladen. Het eerste blad is een astronomische kalender, het tweede blad bevat een ongebruikelijke wereldkaart, het derde, vierde en vijfde blad vormen een typische 14de-eeuwse portolaan (een kaart die Europa, Noord-Afrika, de Middellandse Zee en de Zwarte Zee bestrijkt), het zesde, zevende en achtste blad zijn gespecialiseerde kaarten van de Egeïsche Zee, de Adriatische Zee en de Kaspische Zee.

## Wereldkaart
Het tweede blad, de wereldkaart, is het blad dat de meeste aandacht heeft getrokken. Als de oorspronkelijke datum 1351 klopt, zou dit de eerste (overgebleven) kaart zijn waarin de reisverslagen van Marco Polo en Ibn Battuta zijn opgenomen. De kaart toont Azië tot aan India en markeert plaatsen als het Sultanaat van Delhi met redelijke nauwkeurigheid. De atlas toont ook de Kaspische Zee als een gesloten zee, wat ongebruikelijk is voor kaarten uit die tijd.
Een van de meest opzienbarende kenmerken is de weergave van de herkenbare vorm van het continent Afrika. Bijna een eeuw vóór de Portugese ontdekkingsreizen geeft de Medici-atlas de bocht van de Golf van Guinee weer en toont aan dat Afrika een zuidelijk einde heeft, d.w.z. dat de Atlantische en Indische Oceaan met elkaar verbonden zijn onder het Afrikaanse continent.

## Atlantische eilanden
De Medici-atlas is waarschijnlijk de eerste kaart die profiteert van de informatie verzameld tijdens een karteerexpeditie naar de Canarische Eilanden in 1341. Deze expeditie werd gesponsord door koning Alfons IV van Portugal en stond onder leiding van de Florentijn Angiolino del Tegghia de Corbizzi en de Genuees Nicoloso da Recco. De expeditie zou dertien Canarische eilanden hebben bezocht (zeven grote en zes kleinere). De Medici-atlas toont de belangrijkste Canarische eilanden, hoewel ze nog niet allemaal zijn benoemd; dit is een grote verbetering ten opzichte van de paar eilanden die zijn vermeld op de kaart van Angelino Dulcert uit 1339.
De Medici-atlas toont ook voor het eerst, en bijna correct, de Madeira archipel, met de moderne namen: Porto sto (Porto Santo), I. de lo Legname (Madeira, "legname" is Ligurisch voor "hout") en I dexerta (Desertas). De archipel Madeira werd rond 1420 officieel door de Portugezen ontdekt. Deze namen kunnen in de oorspronkelijke kaart hebben gestaan, of later zijn toegevoegd.
De Medici-atlas lijkt ook de locatie van de Azoren weer te geven, en was daarmee de eerste atlas die dat deed. De Azoren zijn afgebeeld ten noordwesten van de Madeira archipel, op een noord-zuid as, in plaats van diagonaal van noordwest naar zuidoost. De eilanden worden niet allemaal afzonderlijk genoemd. 